# Memorial Democràtic de Catalunya
El Memorial Democràtic de Catalunya és una institució pública de la Generalitat de Catalunya, independent de tota opció política, religiosa o ideològica, que persegueix el respecte dels drets humans. Fou creat l'1 de novembre de 2007 amb la Llei 13/2007, del 31 d'octubre, del Memorial Democràtic.
El memorial democràtic pretén conservar la memòria democràtica a Catalunya (1931-1980), en concret la Segona República, la Generalitat republicana, la Guerra Civil i les víctimes per motius ideològics, de consciència, religiosos o socials, així com la repressió a persones i col·lectius per part de la dictadura franquista (incloent-hi la llengua i la cultura catalanes), l'exili i la deportació.
El Memorial Democràtic durant els seus anys de màxima esplendor (2006-2012) ha realitzat diverses actuacions i homenatges en record a totes les víctimes. Des del 15 de març de 2016 n'és director el periodista sabadellenc de La Vanguardia Plàcid Garcia-Planas Marcet.
Des del 8 de març de 2019, l'historiador Jordi Font Agulló és el director del Memorial Democràtic.

## Introducció
Catalunya té un patrimoni tangible i intangible al voltant de la memòria i la història del passat més recent que malgrat que ha caigut en l'oblit conserva un gran valor. Les institucions públiques, des de la instauració de la democràcia, varen dissenyar un pla d'actuació per tal de recuperar aquest patrimoni.
El Govern de la Generalitat de Catalunya creu que la memòria històrica és un dret de la ciutadania d'una societat democràtica sana i lliure, i per tant, un deure de l'Administració pública. El Programa per al Memorial Democràtic, adscrit al Departament d'Afers i Relacions Institucionals i Exteriors i Transparència, és l'instrument designat per la Generalitat per executar les polítiques públiques de recuperació de la memòria democràtica: homenatge a totes les víctimes de la lluita per la democràcia; proclamació dels valors que la fonamenten i preservació de la memòria de la lluita contra el franquisme.
Així doncs, el projecte del Memorial Democràtic, planteja la creació d'una Xarxa Espais de Memòria de Catalunya de diferent naturalesa. Espais que aborden des de vestigis de la guerra civil, la postguerra o la mateixa repressió. Presenten un projecte que pretén conservar, reconstruir i difondre aquests espais de memòria.

## Antecedents a la creació del projecte Memorial Democràtic

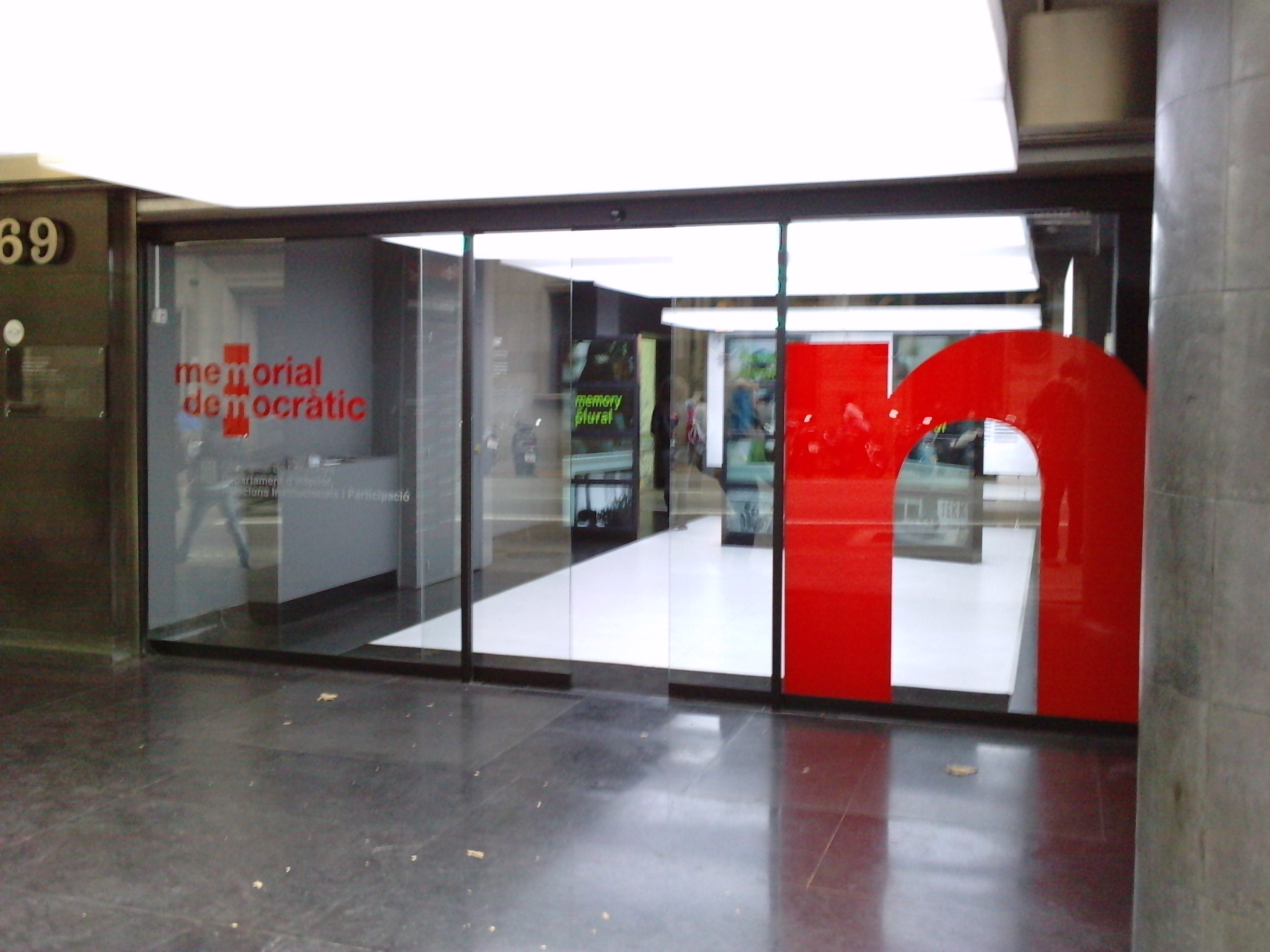
Antic edifici del Memorial Democràtic situat a la Via Laietana, Barcelona.

L'any 2000 a Espanya s'obrirà la primera fosa comú per part de les famílies de persones reparcel·lades pel franquisme durant la Guerra Civil . Un dol que finalment tancara moltes ferides. Com diu Paul Riqueur: El dol és negat de vegades en nom de la pau social sense acceptar que la reconciliació descansa en el perdó, i que no hi pot haver perdó si aquest no es demana a les víctimes.
Respecte al marc legislatiu, abans de la Llei 13/2007 del Memorial Democràtic de Catalunya. Es realitza la Llei de la Memòria Històrica l'any 2007 .
La llei 52/2007 sobre la Memòria Històrica tenia la finalitat d'impulsar mesures per assegurar, de forma homogènia les exhumacions proposades per les famílies de les víctimes de la Guerra Civil. També assegurar l'accés a les famílies de les víctimes als arxius i altres fonts documentals. A més d'estudiar mesures de recuperació i dignificació de les víctimes.
En canvi, les polítiques de memòria històrica que es van portar a terme a Catalunya amb la caiguda de Franco varen ser molt diferents. A finals de la dècada dels 80 i principi dels 90, realitzaren una campanya olímpica a la ciutat de Barcelona. Posteriorment, la llei 13/2007 tindrà un doble objectiu en la política de Catalunya; desenvolupada gràcies als ajuntaments i sobretot per la nova institució sorgida gràcies a la Generalitat de Catalunya coneguda actualment com el Memorial Democràtic de Catalunya.
En el marc de les polítiques de recuperació de la memòria històrica desenvolupades a Catalunya en els últims set anys, ha estat un gran fenomen que ha permès la recerca de la normalització democràtica, després d'una transició basada en el silenci.
La recuperació de la memòria històrica a Catalunya. Va propulsar la creació del Memorial Democràtic. Fou el moment en què es decidí recuperar la memòria històrica en tots aquells llocs que havien sofert la tragèdia dels diferents conflictes bèl·lics. A Catalunya l'any 2004, s'inicia el Decret 2/2004, de 7 gener per part del Departament de Relacions Institucionals i Participació, signa amb la Universitat Autònoma de Barcelona un conveni per desenvolupar, l'avantprojecte de creació del Memorial Democràtic, juntament amb especialistes del CEFID (Centre d'Estudis de l'època Franquista i Democràtica) . En aquest Decret es crea el programa pel memorial democràtic, amb la finalitat de recuperar i reivindicar la memòria històrica per la lluita de la democràcia i difondre el seu coneixement.
L'any 2005, es va publicar l'Ordre de crear la Comissió Assessora del Memorial Democràtic. Aquest va elaborar l'informe El memorial democràtic, instrument d'una política pública de la memòria  document clau que va servir per preparar la base de la llei sobre el memorial democràtic, amb l'objectiu de recuperar i difondre la memòria i convertir-ho en patrimoni col·lectiu. Fou l'any 2005, que la Universitat de Lleida, juntament amb el suport de les conselleries de Relacions Institucionals i Participació, a més a més de la Universitat Autònoma de Barcelona i Recerca de la Generalitat de Catalunya, elaboraran el denominat Pla Pilot per a la localització, Registre i Senyalització dels llocs Emblemàtics de la Guerra Civil (1936-1939), de la Repressió Franquista i de la lluita Antifranquista a les Comarques de Lleida.
L'any 2005, les activitats del Memorial Democràtic va veure la llum. Un dels primers actes que es va dur a terme fou el mes de maig, a mans de Joan Saura  i José Luis Rodríguez Zapataro , en els actes commemoratius als camps de Ravensbrück i Mauthausen en ocasió del seixantè aniversari de la fi de la Segona Guerra Mundial i de l'alliberament dels internats als camps de concentració i extermini nazi. Tots aquests esdeveniments entre els mesos de maig i desembre va fer arribar la notícia a la població catalana sobre l'existència del Programa per al Memorial Democràtic i la Generalitat de Catalunya .
Doncs, és l'any 2006, l'any què el govern de Catalunya presenti el projecte de Llei de Creació del Memorial Democràtic i també l'any en què el Parlament de Catalunya va promoure la llei de creació d'aquesta institució. Encara que la llei va ser posposada fins a la següent legislatura. La Direcció General ampliava les funcions i les seves competències.
- Proposa polítiques públiques de recuperació de la Memòria Democràtica[h].

- Fomentar les convocatòries públiques i firma de convenis de col·laboració.

- Impulsa la creació del Memorial Democràtic.

- Promou accions de memòria democràtica.

- Atenció als expressos polítics del franquisme.

- Proposa la normativa de desapareguts i de les foses comunes.

- Recuperar el patrimoni democràtic i els Espais de Memòria (localització, senyalització i conservació in situ dels llocs emblemàtics de la República, entre d'altres.).

- Estableix una relació directa amb el Consorci Memorial dels Espais de la Batalla de l'Ebre (COMEBE).

- Definir els objectius i el projecte museogràfic i el model de gestió del Museu de l'Exili de La Jonquera MUME.

## El Memorial Democràtic de Catalunya (2007-2010)
| « | La recuperació de la memòria no és per demanar comptes a ningú per les responsabilitats personals contretes en el passat, sinó per situar la Història en el seu lloc, arrencar de l'oblit a les nostres víctimes i cancel·lar d'una vegada els processos i condemnes incoats per un règim il·legal, imposat per les armes davant la legalitat republicana. És a dir, que se'ns retorni als demòcrates que lluitem per la llibertat, i es faci de manera pública i institucional, el respecte i el reconeixement que mereixem per la nostra lluita i sacrifici. | » |

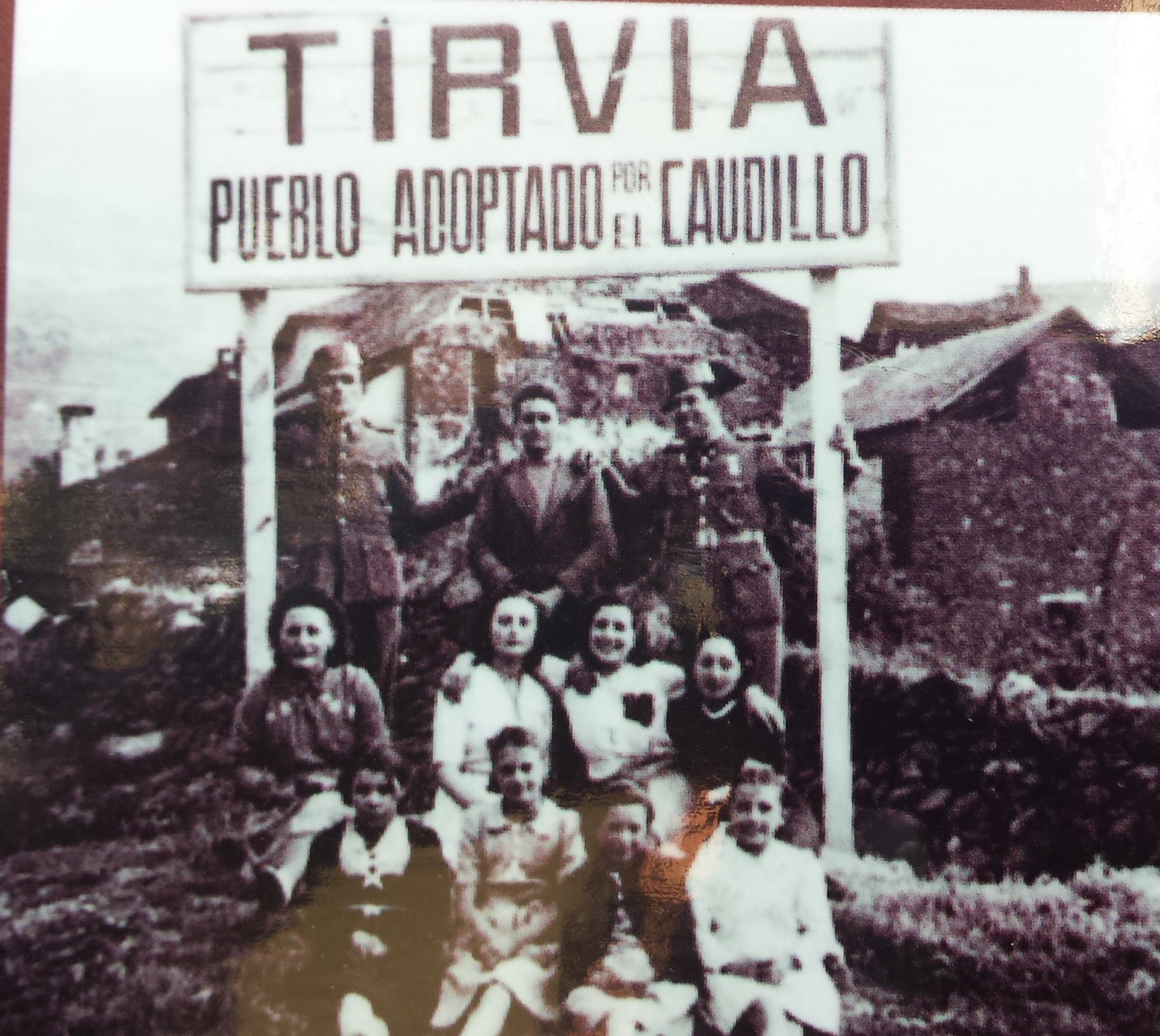
Tírvia ha estat un poble reconstruït gràcies a Regiones Devastadas. I actualment es un espai de memòria emblemàtic que recorda la tragèdia de la Guerra Civil.

Tal com diu Miquel Caminal  el ple sentit d'un memorial el donen els drets humans, la llibertat i la democràcia. No pot haver-hi una veritable democràcia si una societat no es fonamenta en el respecte i la garantia dels drets humans, si no promou la llibertat en l'espai privat i en l'espai públic. La democràcia neix en el procés de la llibertat de la ciutadania i s'aprofundeix a mesura que es fa compatible amb la igualtat de les persones. El Memorial Democràtic és el combat contra tota dictadura. Perquè aquesta dictadura és l'esclavitud de tot un poble sota el domini d'un sol home, és tota aquella subordinació a l'opressió política, religiosa o ideològica. La memòria històrica és la que vol donar reconeixement a totes aquelles persones que en el passat han combatut les dictadures i han lluitat pels valors democràtics, han lluitat pels seus drets i per la seva llibertat. Sabem que la història contemporània espanyola ha estat bastant dramàtica; particularment la guerra civil originada amb la sublevació feixista contra la Segona República, el 17 de juliol de 1936. Centenars i milers de ciutadans van ser assassinats, jutjats i condemnats a mort, torturats i empresonats sense les mínimes garanties processals.
Encara que, el Memorial Democràtic ha arribat amb retard a la nostra societat, ateses a les circumstàncies i condicionants de la transició democràtica. El pacte de silenci sobre el passat, l'oblit injust de tots els republicans caiguts al front, de tots aquells lluitadors per la democràcia i la llibertat. Pretén conèixer i explicar el passat recent amb la voluntat de comprometre's i comprometre la ciutadania amb els valors de la democràcia i de la llibertat. Així doncs, com diu Jordi Guixé: La memòria democràtica es basa en la transmissió de la diversitat de lluites a favor de la democràcia en el passat, com a valor permanent en el present i en el futur.

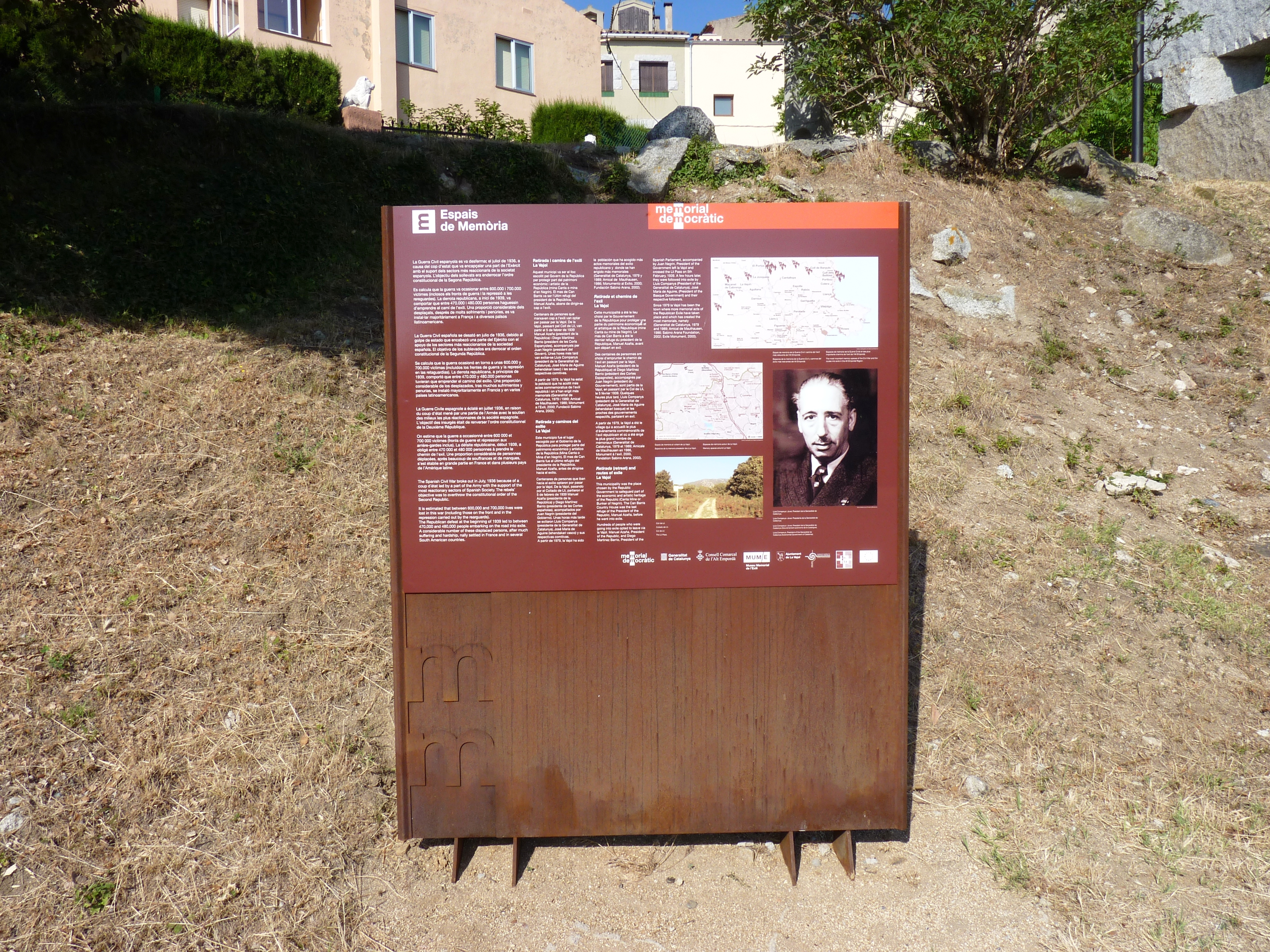
Panell informatiu promogut pel memorial democràtic. Va ser inclòs a la Xarxa d'Espais de Memòria de Catalunya

El memorial Democràtic és una institució de la Generalitat de Catalunya, independent de tota opció política, religiosa o ideològica; és una institució que persegueix els drets humans, enfront dels qui combaten o desnaturalitzen la democràcia; és una institució plural, perquè reconeix en les diferents interpretacions possibles del passat, i es vesteix amb les diferents memòries dins del paisatge democràtic. Molts d'aquests espais han estat catalogats, tant per la UNESCO com per la Unió Europea com espais culturals, dedicats a conservar i protegir el patrimoni històric.
Però, el nostre interès no recau en la creació d'unes estructures polítiques de recuperació de la memòria sinó en la incidència que aquestes polítiques tenen en l'aparició i el seu desenvolupament a través d'una sèrie d'activacions patrimonials de caràcter local en l'àmbit de la memòria democràtica. Un dels aspectes més rellevants és la creació dels Espais de Memòria, que recentment, l'any 2010, es va crear una xarxa amb l'objectiu de recuperar, senyalitzar i difondre el patrimoni. Aquesta xarxa està integrada per una sèrie d'activacions patrimonials, repartides per tot el territori de Catalunya, presentant una gran diversitat tant des del punt de vista temàtic com en relació amb el tipus d'estructures patrimonials.
Aquesta Xarxa d' Espais de Memòria a Catalunya respon a quatre àmbits: els espais de guerra civil, els espais de la lluita antifranquista i recuperació democràtica, els espais de frontera i exili i els espais de la segona república. Hi ha al voltant d'unes setanta activacions patrimonials, que es poden classificar en: patrimoni in situ, museus a l'aire lliure, centres d'interpretació, monuments commemoratius, rutes o itineraris. Totes aquestes activacions reflecteixen perfectament la pluralitat de memòries que marquen el nostre passat i alhora el nostre futur. És per aquest motiu que els hem de senyalitzar, els hem d'explicar i difondre perquè estiguin a l'abast de la ciutadania. Perquè el seu coneixement n'eviti la repetició.

### Funcions del Memorial Democràtic
Finalment la Llei del Memorial Democràtic de la Generalitat de Catalunya fou aprovada el 12 de novembre del 2007 i de la de Foses l'any 2009, creant un marc jurídic necessari que en 2010 dignificava els espais de dol.
Les funcions que cal remarcar són: 
- La commemoració.

- La conservació.

- La investigació.

- La difusió.

- La formació.

- La participació.

Aquestes funcions confereixen al Memorial Democràtic la naturalesa de monument, d'obra humana edificada amb la finalitat de conservar el record i la memòria de les generacions futures. Així com ho diu l'article 54 de l'Estatut d'autonomia de Catalunya que diu: 
| « | […] vetllar pel coneixement i el manteniment de la memòria històrica de Catalunya com a patrimoni col·lectiu que testimonia la resistència i la lluita pels drets i les llibertats democràtiques. Amb aquesta finalitat han d'adoptar les iniciatives institucionals necessàries per al reconeixement i la rehabilitació de tots els ciutadans que han patit persecució com a conseqüència de la defensa de la democràcia i l'autogovern de Catalunya. […] la Generalitat de Catalunya ha de vetllar perquè la memòria històrica es converteixi en símbol permanent de la tolerància, de la dignitat dels valors democràtics, del rebuig totalitarismes i del reconeixement de totes les persones que han patit persecució a causa de llurs opcions personals, ideològiques o de consciència. | » |

Respecte a les funcions citades anteriorment, cal remarcar en primer lloc: la conservació per preservar la memòria de l'antifranquisme. El memorial ha de preservar i transmetre com a llegat a les generacions futures. En el primer àmbit el Memorial haurà de preservar un fons informatiu integrat fonamentalment per documentació localitzada per la mateixa recerca. En segon lloc, el memorial ha de promoure, informar i assessorar la senyalització i preservació dels vestigis significatius de la dictadura i de les lluites democràtiques. En tercer lloc, la difusió, el memorial democràtic ha de garantir el dret civil al coneixement històric. Això implica la creació d'un servei d'informació documental, la programació d'una línia pròpia de publicacions i altres activitats culturals. En quart lloc, la formació l'organisme memorial democràtic organitza cursos, seminaris, tallers pedagògics, entre altres adreçats tant als docents com als alumnes. I per acabar, la participació. El memorial, cal considerar-ho una àgora i un observatori dels valors democràtics de la societat actual, basat en la memòria de la lluita democràtic. Ha de servir com un punt de referència per la societat catalana.
Hem de pensar que la preservació de la memòria històrica d'un país és, una expressió de llibertat, és una reivindicació de la ciutadania i una manifestació de la cultura. A més el fet de difondre el patrimoni és una manera de reconèixer la dignitat de totes les víctimes que patiren la tragèdia de la Guerra civil i un senyal d'identitat de l'estat democràtic.
Algunes de les iniciatives que foren proposades des del Memorial Democràtic per impulsar una política pública de restitució de la memòria democràtica.
- Desenvolupar la Llei del memorial democràtic com a institució que té per objecte el desenvolupament de les polítiques públiques del govern dirigides a recuperar, commemorar i fomentar la memòria democràtica.

- Definir l'espai que ha d'albergar la seu del Memorial Democràtic.

- Col·laborar i impulsar el marc legal de l'Estat.

- Poder assistir als arxius judicials, militars i policials. Amb la finalitat de conèixer el passat.

- Impulsar davant de la UNESCO els fets que va dur a terme la dictadura de Franco i siguin declarats patrimoni de la humanitat[o].

- Impulsar la preservació dels vestigis més significatius de la dictadura i de la lluita antifranquista. Senyalitzar tots aquells espais de memòria[p], així com impulsar una normativa que reguli la normativa.

- Creació d'un portal web Memorial Democràtic. Una manera de fer públic totes aquelles activitats i donar a conèixer a la ciutadania els espais de memòria.

### Actuacions del Memorial Democràctic (2012)

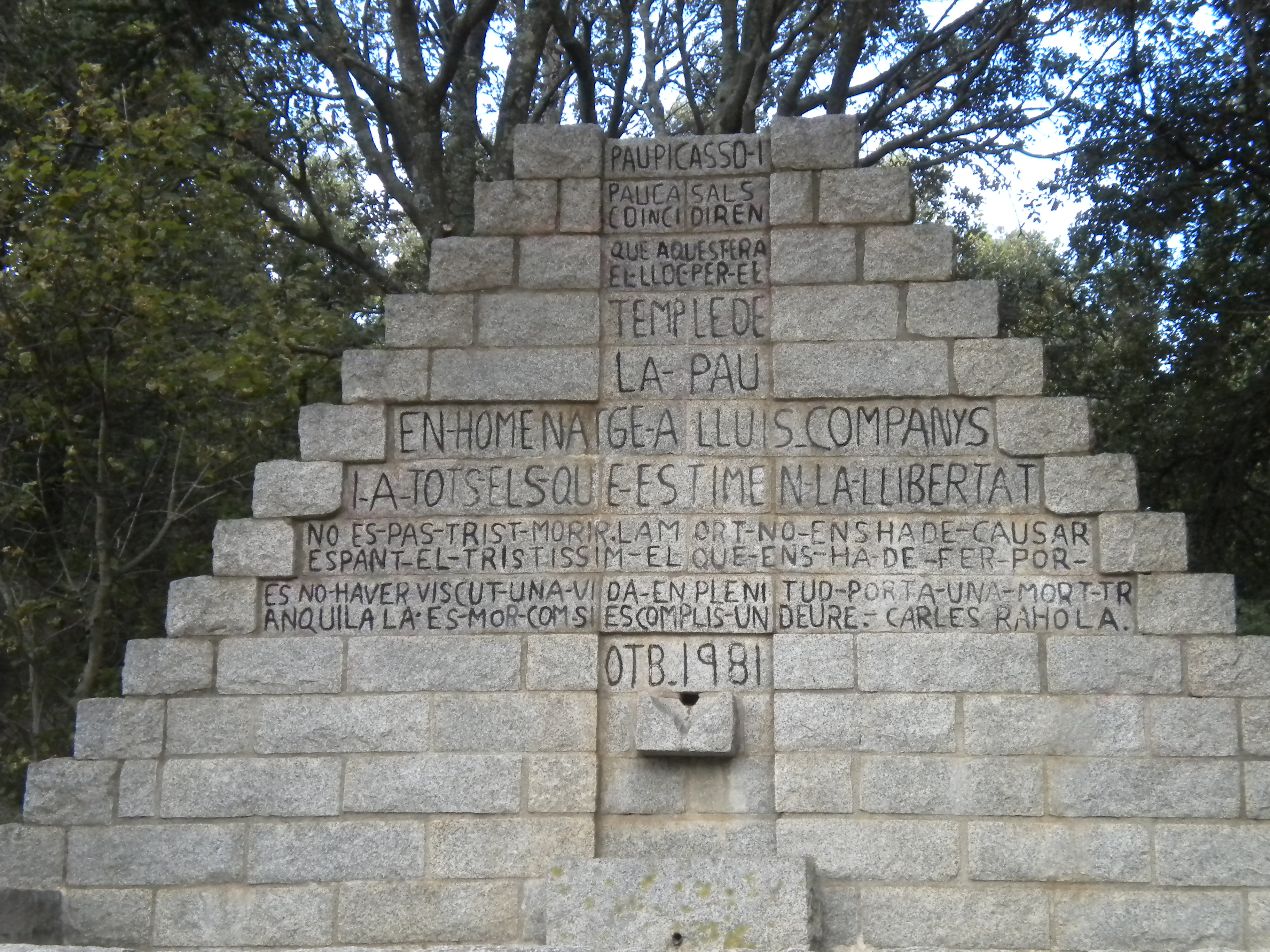
Monument commemoratiu al president català Lluís Companys.

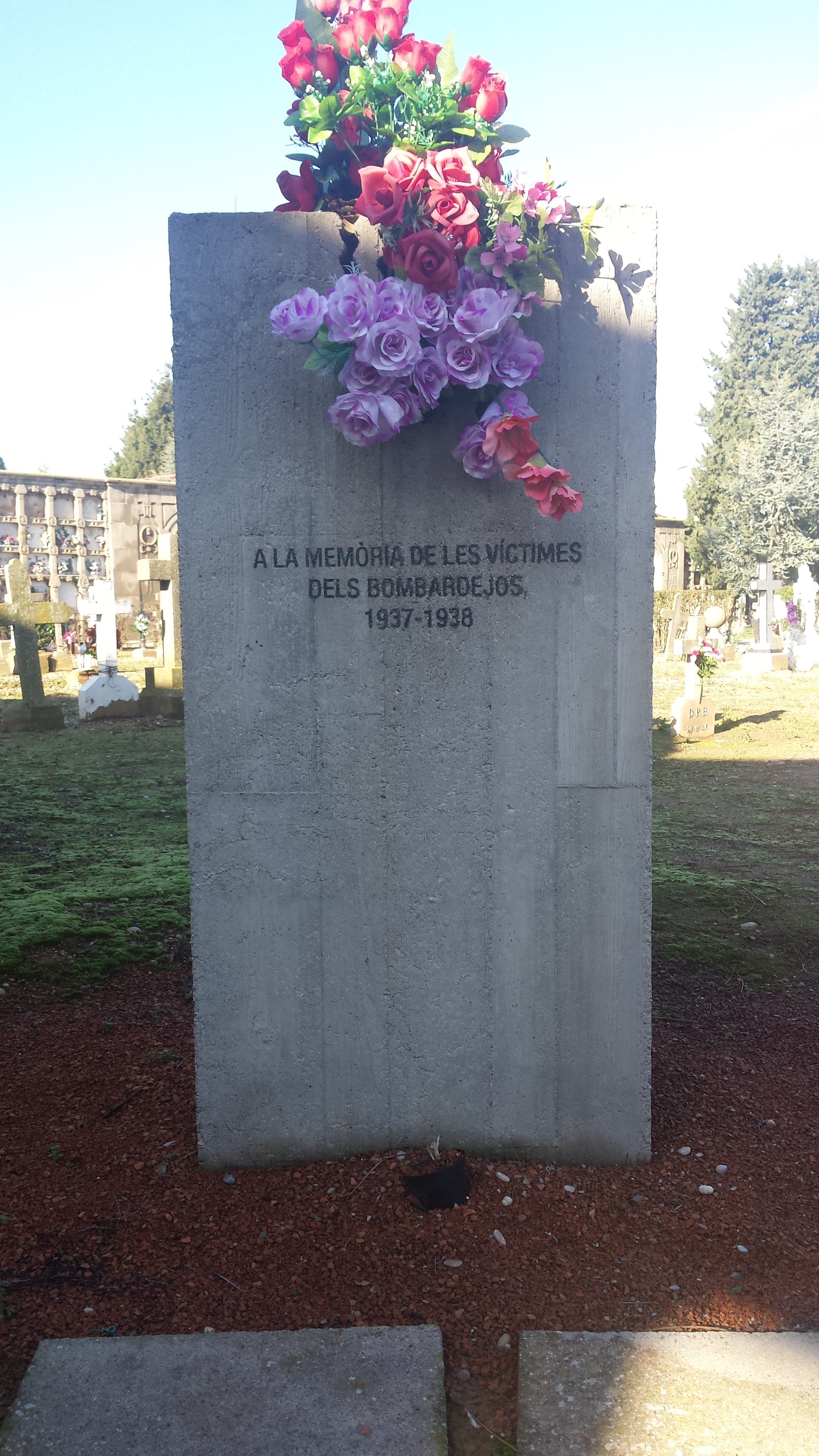
A la memòria de les víctimes dels bombardejos 1937-1938. Cementiri de Lleida.

L'any 2012 el Memorial Democràtic va donar conèixer una gran quantitat de documents relacionats envers la memòria, el passat i l'oblit. També va realitzar homenatges, exposicions i altres serveis pedagògics. Un any replè d'actes commemoratius, amb dos actes capdavanters. El primer, el nomenament del nou director del Memorial Democràtic, Jordi Palou Loverdos. I en segon lloc, l'inici de les activitats al castell de Montjuïc.
L'objectiu d'aquestes actuacions ha estat la commemoració del 75è aniversari dels bombardeigs sobre la població civil i les infraestructures catalanes. Posteriorment també s'ha portat a terme actes d'homenatge a les víctimes dels bombardeigs a poblacions com Girona, Lleida, Santa Margarida o Reus.

### Actuacions del Memorial Democràctic (2013)
El Memorial Democràtic va continuar la seva programació d'activitats, homenatges, exposicions, serveis pedagògics, així com publicacions de llibres. Encara que aquesta institució començava a patir les conseqüències d'una crisi econòmica. L'any 2013 també va promoure activitats d'allò més significatives, el primer d'ells tracta sobre la trobada d'una nova seu estable per a la institució i la commemoració del 75è aniversari de les primeres eleccions democràtiques generals l'any 1977 en el marc de l'eix central de 2013 Catalunya en transició 1971-1980. I en segon lloc, l'homenatge als escriptors a Salvador Espriu i Joaquim Amat - Piniella, a l'advocat i polític català Manuel Carrasco i Formiguera, a la fundadora de la maternitat suïssa d'Elna, Elisabeth Eidenbenz, i al mestre Pau Casals.
Al contrari de l'any 2012 que els objectius del Memorial foren commemorar i difondre la memòria dels bombardejos feixistes sobre Catalunya. L'any 2013 ha centrat la seva atenció al projecte Catalunya en transició 1971-1980. Més enllà dels actes, també s'han organitzat seminaris i jornades per tal de divulgar el coneixement històric del nostre passat immediat amb l'objectiu d'aprofundir sobre aquestes matèries.

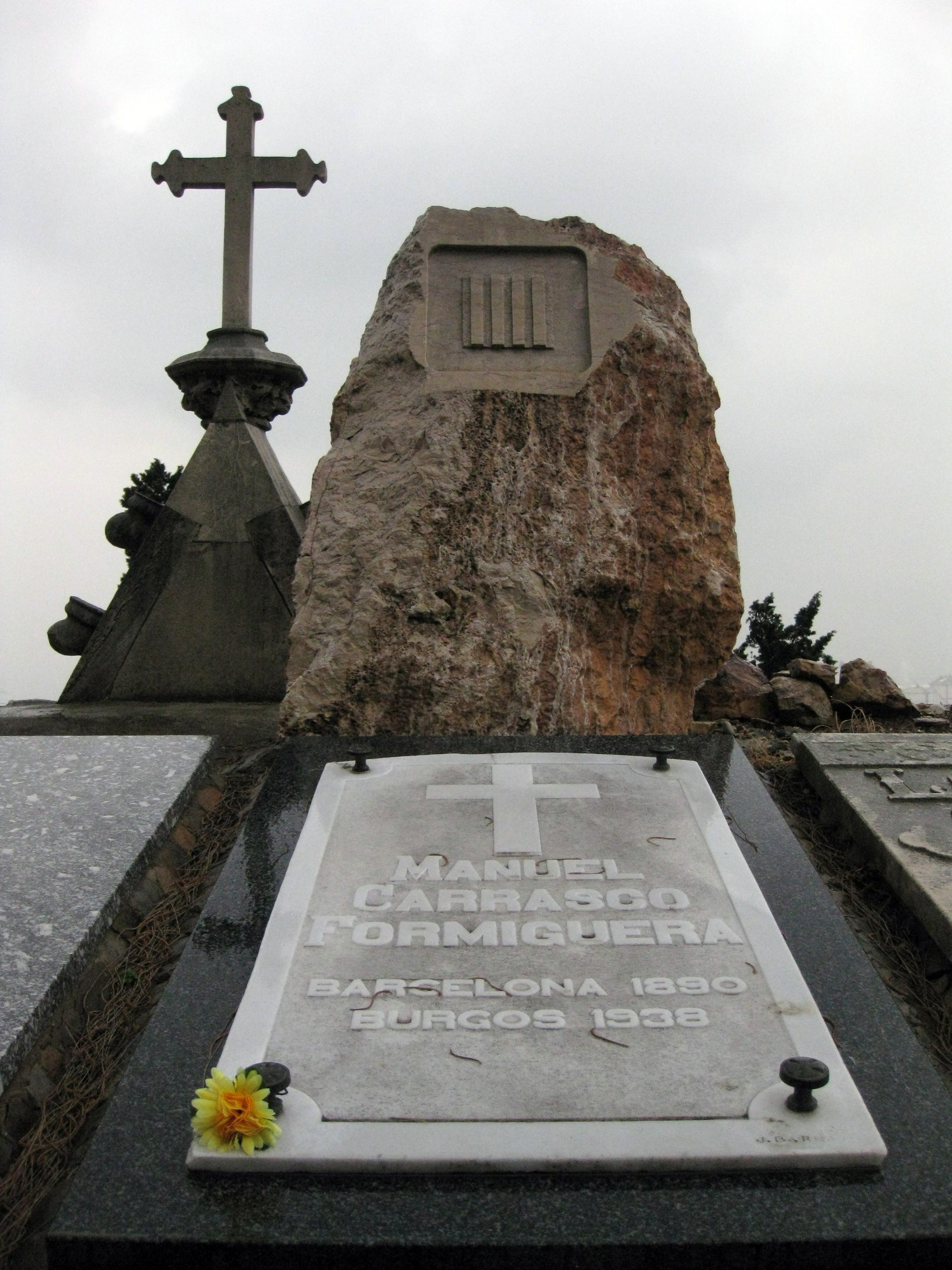
Tomba de Manuel Carrasco i Formiguera.

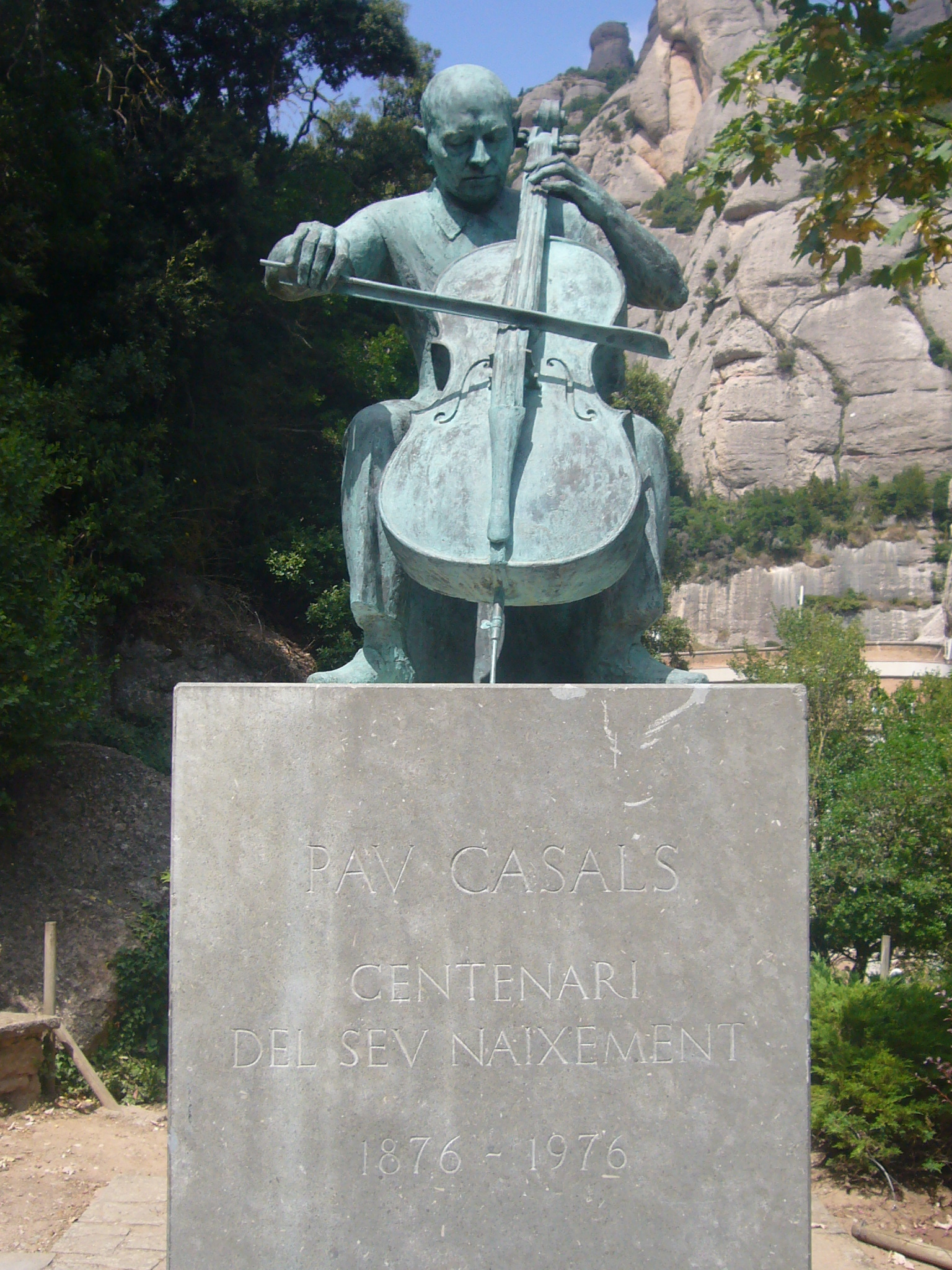
Escultura en homenatge a Pau Casals.

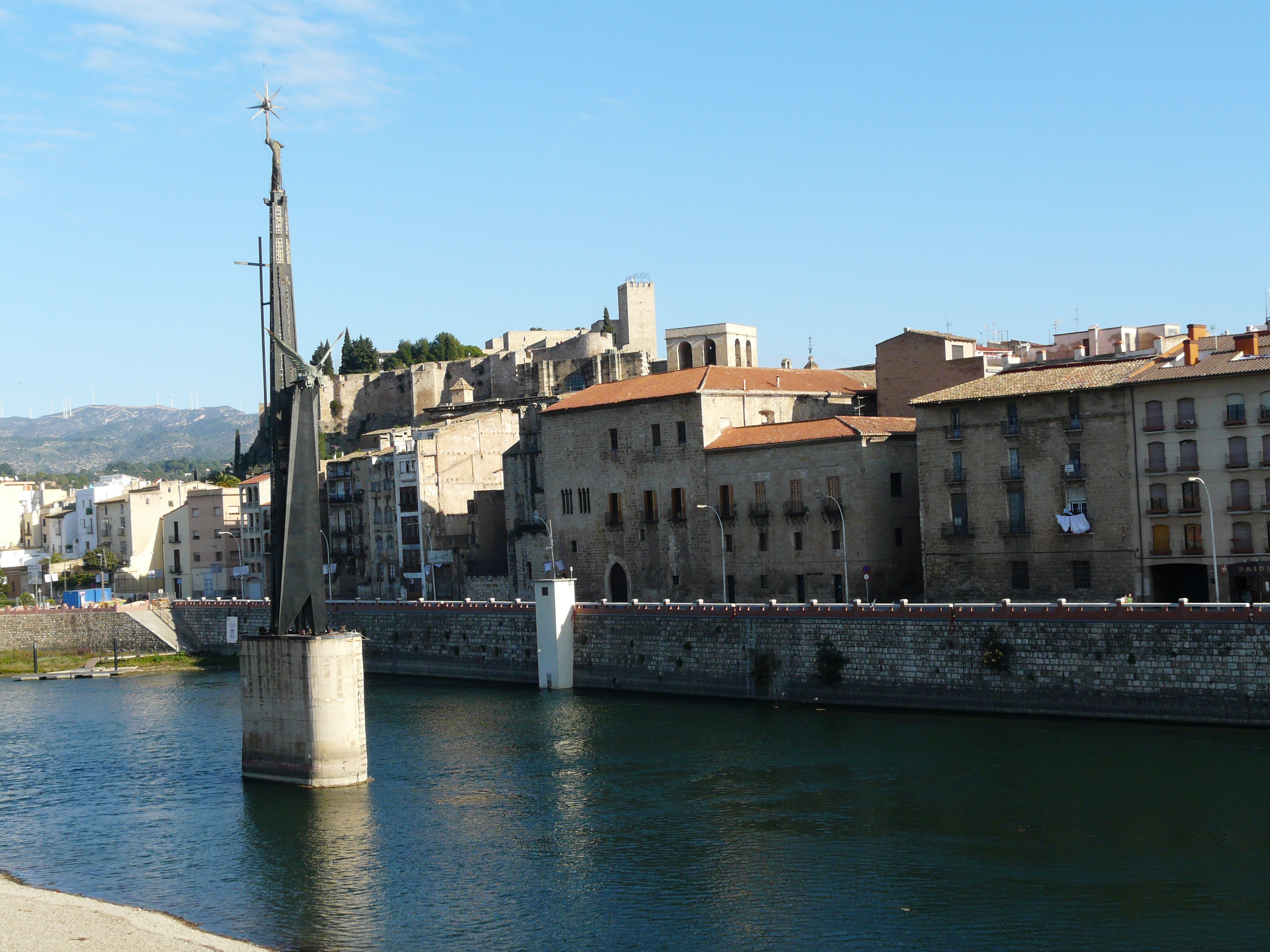
Monument commemoratiu a la Batalla de l'Ebre (Corbera d'Ebre).

## Memorial Democràtic de Catalunya avui

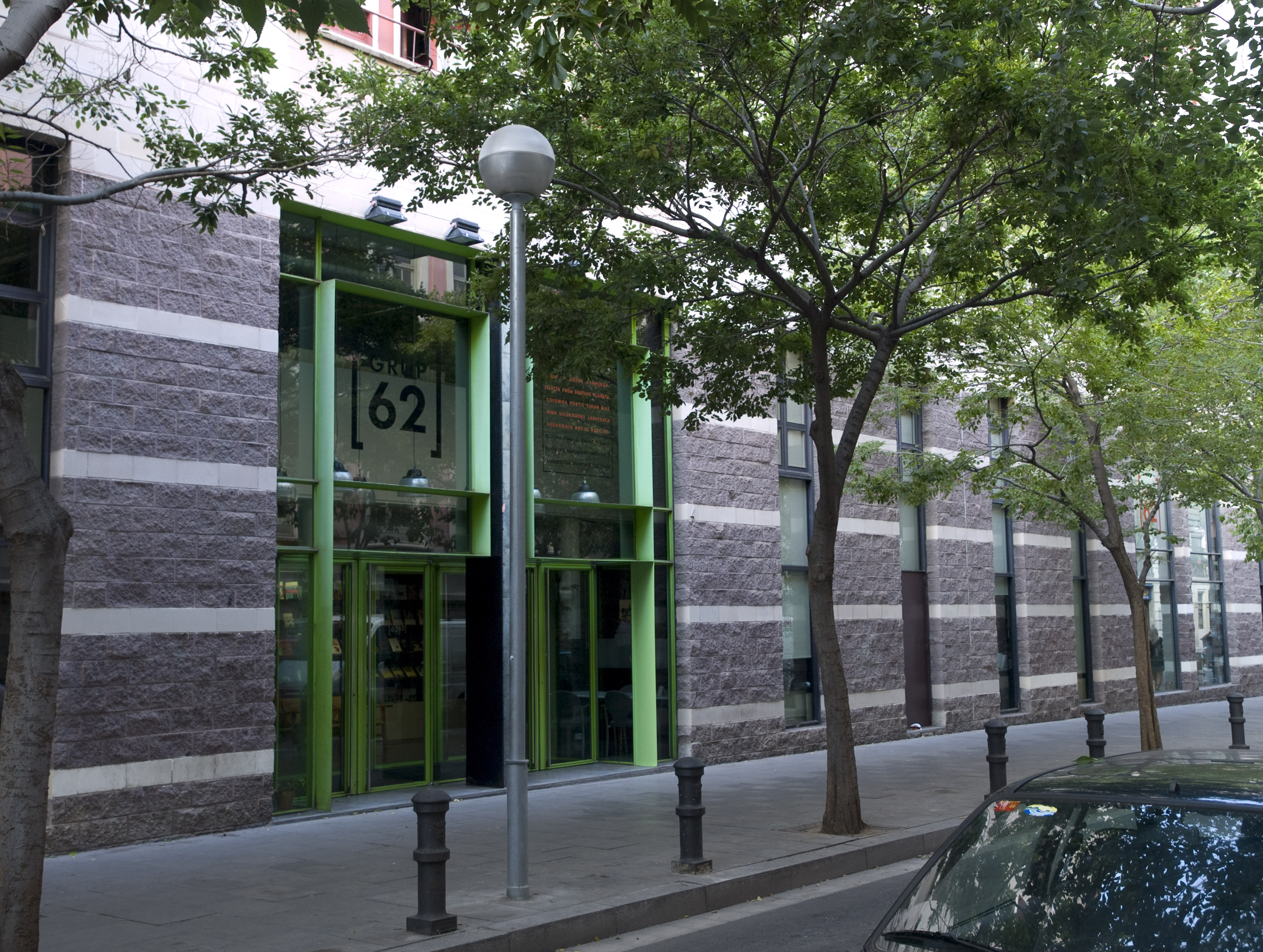
Façana d'Edicions 62. I actualment correspon a la nova seu del Memorial Democràtic.

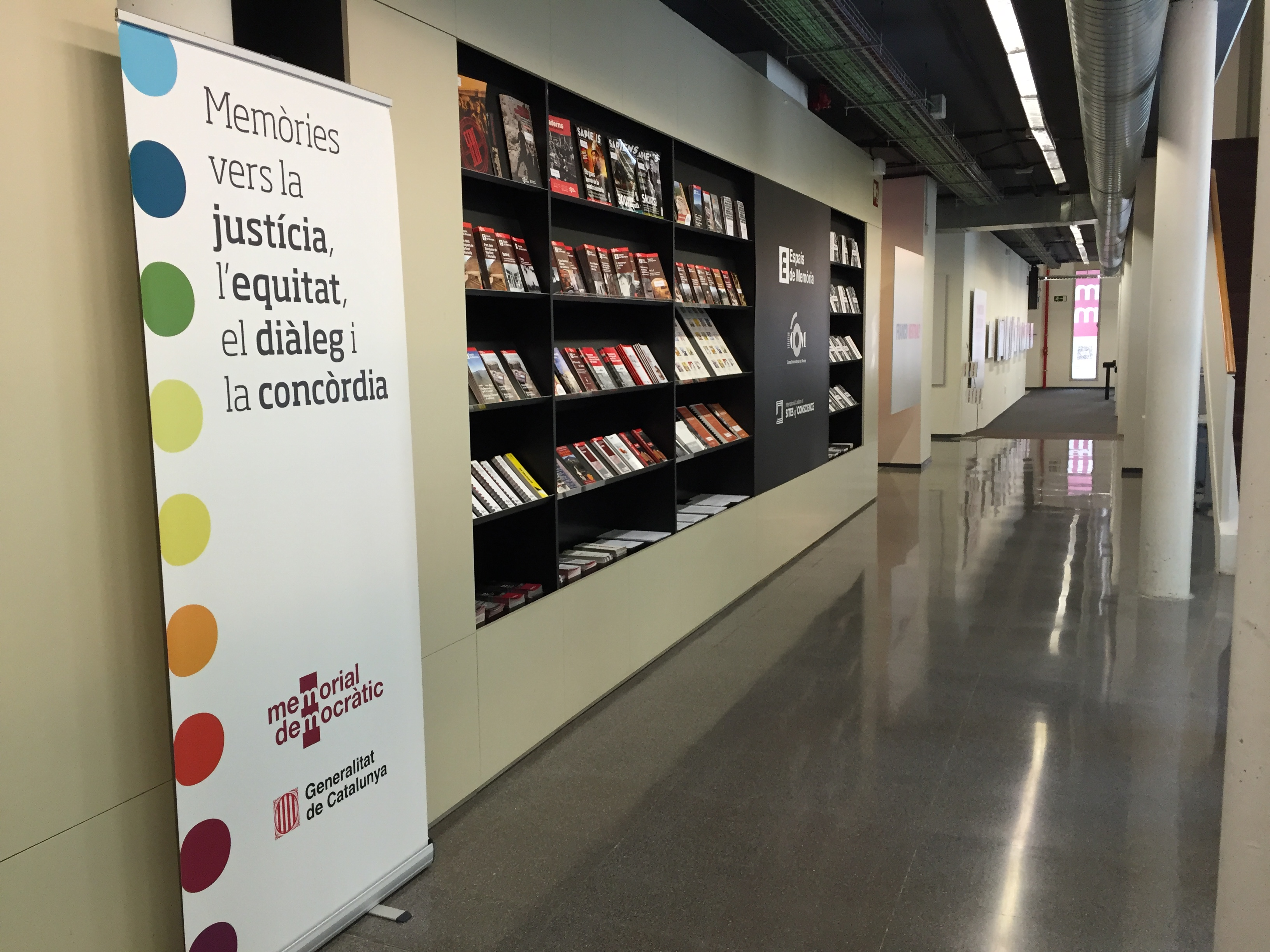
Interior de l'edifici.

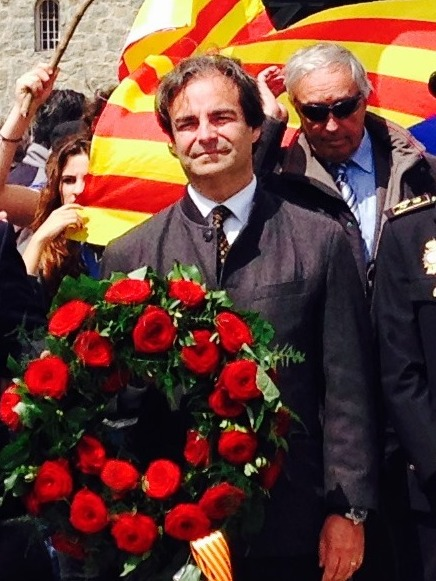
Jordi Palou-Loverdos, director del Memorial Democràtic, participa en la commemoració internacional del 70è aniversari de l'alliberament del camp de concentració de Mauthausen el 2015.

Després de l'auge que va tenir el Memorial Democràtic (2007-2010) des dels seus inicis, gràcies a tots els seus membres que varen fer possible una institució marcada per la memòria, per un passat recent, uns fets tràgics que hem de recordar perquè no torni a succeir a la història. I per recordar a totes aquelles víctimes que van lluitar per la democràcia, pels drets humans i per la llibertat. Una llibertat amb un camí ple de víctimes civils que han permès la llibertat de molts altres. El memorial democràtic ha volgut recollir els fets gràcies als supervivents guerra civil, familiars i nets. Tots ells busquen un reconeixement i una mena de caixa per tancar el dol i la tragèdia viscuda.
Una entitat que fou creada pel govern del tripartit per recuperar l'oblit de la víctimes de la Guerra Civil. Un govern interessat i dedicat a la recuperació de la memòria. En el moment de la seva creació el memorial democràtic s'ubicava al número 69 de la Via Laietana. Però, amb la destitució de Miquel Caminal Badia varen començar les davallades d'aquesta institució. A més també tot aquest període està marcat per un canvi de govern, fet que provocarà un descens per a la institució del Memorial Democràtic. Amb la marxa de Miquel Caminal la seu del memorial (Via Laietana, 69) tancarà, aquest edifici no s'ajustava a la normativa per problemes amb les evacuacions d'emergència, la ventilació i la retolació de la façana. Així doncs va començar tot un periple en què associacions de la memòria històrica es van oposar rotundament a la decisió del govern de traslladar la seu a Montjuïc. Tots aquests fets varen provocar que l'organigrama del memorial queda desvàlid. Fins que l'any 2011, la vicepresidenta del memorial democràtic, Joana Ortega, nomenar a Jordi Palou Loverdos com a nou director d'aquesta institució. Palol, dedicat en la defensa dels drets humans.
Després de tres anys (l'any 2014) sense seu fixa oberta al públic i amb múltiples traslladats. Finalment obtindrà una nova seu al districte de Ciutat Vella de Barcelona. Ocuparà l'antic edifici d'Edicions 62 al barri del Raval.
En aquest edifici, el memorial democràtic tindrà un espai de 1.150m2 repartit en dues plantes. La primera la dedicaran a l'espai públic. I la segona planta ocuparà lloc les oficines, el Centre de Documentació i a més a més les exposicions i activitats. Segons el director del memorial Democràtic Jordi Palou-Loverdos comenta que la ubicació de la nova seu ha estat estratègica, en el cor de Barcelona i a pocs minuts de plaça Catalunya. Fet que permetrà un fàcil accés a tots aquells vianants i turistes que vulguin participar i formar part del memorial democràtic.
El pressupost del Memorial Democràtic per l'any 2014, ha estat d'1.415.000 euros. En els últims quatre anys el memorial democràtic ha reduït el seu volum d'activitats, a més a més de la seva plantilla de treballadors. Ja que el memorial ha vist reduït el seu pressupost més d'un 60% des de 2010, segons l'IDESCAT.
La intenció per aquests anys futurs, segons Jordi Palou-Loverdos és obrir un procés participatiu per repartir, pensar i idear noves propostes per tirar endavant el primer projecte que es planteja el memorial democràtic. Recuperar, conservar i difondre tots aquells llocs, espais de memòria i vestigis que recorden el passat recent.

## Cens dels deportats als camps nazis
El maig de 2020 Memorial Democràtic va publicar, en col·laboració de l'Amical de Mauthausen i la Universitat Pompeu Fabra, el cens Deportats catalans i espanyols als camps de concentració nazis, una base de dades que contenia en el moment de la seva publicació un total de 9.161 casos de deportació registrats, dels quals uns 2.000 de catalans.